# دوري كرة القدم الغربي 1948–49
دوري كرة القدم الغربي 1948–49 (بالإنجليزية: 1948–49 Western Football League)‏ هو موسم من دوري كرة القدم الغربي ‏. فاز فيه Glastonbury F.C. ‏.